# Malcolm Fridlund
Malcolm C.V. Fridlund, född 1952, är en svensk astronom. Han doktorerade 1987 i astronomi i Stockholm och arbetar sedan 1988 på ESA i Noordwijk i Nederländerna som vetenskaplig projektledare. 
Från 1996 arbetade Malcolm Fridlund som vetenskaplig ledare för Darwin (rymdteleskop)projektet. Från och med våren 2006 var han även ESA:s projektledare för det internationella COROT-projektet. Han ledde forskarlaget som låg bakom upptäckten av planeten Corot-6 b, som offentliggjordes 2009.